# 제주특별자치도의 행정 구역
제주특별자치도는 2개 행정시(제주시, 서귀포시)로 구성되어 있다. 2006년 7월 1일에 제주특별자치도가 출범하면서 자치 행정 구역은 폐지되었고 행정시만 존재한다. 또한 옛 남제주군은 서귀포시에, 옛 북제주군은 제주시에 각각 통합되었다.

## 행정 구역
2022년 6월 기준으로 제주특별자치도의 전체 면적은 1,849.23km2이고 인구는 678,012명이다. 제주특별자치도는 2개 행정시로 구성되어 있는데 7개 읍, 5개 면, 31개 동으로 나뉜다.
| 이름           | 한자           | 인구 (명) | 면적 (km2) | 행정 지도 |
| -------------- | -------------- | --------- | ---------- | --------- |
| 제주시         | 濟州市         | 493,538   | 977.94     |           |
| 서귀포시       | 西歸浦市       | 184,474   | 871.29     |           |
| 제주특별자치도 | 濟州特別自治道 | 678,012   | 1,849.23   |           |